# BGM-71 TOW
BGM-71 TOW je ameriško protioklepno raketno orožje z vodljivim izstrelkom. Kratica TOW označuje v angleščini Tube-launched, Optically tracked, Wire-guided missile; slovensko Izstreljena iz cevi, optično sledenje, žično vodeni izstrelek, ki je bil v uporabi že med vietnamsko vojno.

## Zgodovina
TOW je bil prvič izdelan leta 1970 v Hughes Aircraft Company v ZDA in je še danes najbolj pogosto vodljivo protioklepno raketno orožje na svetu. Prvič se uporabi v vietnamski vojni leta 1972, nato pa še v spopadih med Izraelom in Sirijo, iraško-iransko vojno in nato v skoraj vseh vojnah do danes. Sistem je v uporabi v več kot 40 državah po svetu, izdelanih pa je bilo več kot 500.000 lanserjev vseh različic.

## Različice
- TOW (osnovna različica)
- I-TOW (Prva izboljšana različica)
- TOW-2
- TOW-2A (konec osemdesetih let 20. stoletja)
- TOW-2B (1991)
- TOW F&F (Fire and Forget oz. Izstreli in pozabi, najnovejša samovodljiva različica)

### Lanserji
Lanserji raket so lahko nameščeni na vozila, helikopterje ali na trinožne podstavke.

### Rakete
- BGM-71A  - osnovna raketa, domet 3.000 m, 127 mm,
- BGM-71A-1 - osnovna raketa s podaljšanim dometom, 127 mm,
- BGM-71C Improved TOW (ITOW) - podaljšan domet na 3.750 m,
- BGM-71D TOW 2 - izboljšana raketa premera 152 mm izdelana za TOW-2, izboljšan sistem za lociranje ciljev v glavi rakete, izboljšan motor in gorivo rakete,
- BGM-71E TOW 2A - raketa izdelana za TOW-2A, prva raketa za uporabo proti reaktivnemu oklepu,
- BGM-71F TOW 2B - raketa izdelana za TOW-2B, raketa izdelana za napad »od zgoraj«, raketa nadleti cilj, kumulativna bojna glava pa je usmerjena navzdol za napad na zgornji del vozila,
- TOW Fire-and-Forget (TOW F&F) - raketa izdelana za TOW F&F, samovodljiva